# José Leonardo Montaña
José Leonardo Montaña Arévalo (* 21. März 1992 in Bogotá) ist ein kolumbianischer Geher.

## Sportliche Laufbahn
José Leonardo Montaña sammelte 2008 erste internationale Erfahrung in Wettkämpfen im Gehen. Im Juli trat er bei den U20-Weltmeisterschaften im polnischen Bydgoszcz an und landete im Wettkampf über 10.000 Meter auf dem 22. Platz. 2009 gewann er zunächst im Mai die Goldmedaille bei den Kolumbianischen U18-Meisterschaften. Später im Juli trat er bei den U18-Weltmeisterschaften in Brixen an und belegte mit neuer Bestzeit von 42:28,76 min den fünften Platz. Anfang August trat er schließlich bei den U20-Panamerikameisterschaften in Port-of-Spain an und belegte dort ebenfalls den fünften Platz. 2010 gewann er nach seinem Triumph bei den U18-Meisterschaften Kolumbiens auch in der höheren Altersklasse bei den U20-Meisterschaften die Goldmedaille. Im März gewann er die Silbermedaille bei den Südamerikanischen U20-Meisterschaften im Gehen. Später im Juli nahm er in Kanada zum zweiten Mal an den U20-Weltmeisterschaften teil, wurde im 10.000-Meter-Wettbewerb allerdings disqualifiziert. 2011 trat Montaña in Florida zum zweiten Mal bei den U20-Panamerikameisterschaften an und konnte dabei die Bronzemedaille gewinnen. Ende August gewann er erneut die Goldmedaille bei den nationalen U20-Meisterschaften und stellte dabei in 41:37,65 min eine neue Bestzeit auf. Einen Monat später gewann er die Silbermedaille bei den U20-Meisterschaften Südamerikas.
2012 verbesserte sich im Mai auf eine Zeit von 1:23:45 h über 20 km. Im September nahm er in Brasilien an den U23-Südamerikameisterschaften teil und konnte mit einer Zeit von 1:23:41,57 h die Silbermedaille gewinnen. 2013 nahm er in Moskau zum ersten Mal an den Weltmeisterschaften teil. Mit einer Zeit von 1:23:50 h über 20 km erreichte er als 16. das Ziel. 2014 trat er im März bei den Südamerikaspielen in Chile an und konnte dabei die Silbermedaille gewinnen. Später im November ging er bei den Zentralamerika- und Karibikspielen in Mexiko an den Start, bei denen er die Bronzemedaille gewinnen konnte. 2015 war Montaña zum ersten Mal für die Südamerikameisterschaften qualifiziert, konnte das Rennen allerdings nicht beenden. Im August trat er anschließend zum zweiten Mal bei den Weltmeisterschaften an. Diesmal landete er auf dem 22. Platz. 2016 absolvierte er im März in Mexiko einen Wettkampf über 50 km und qualifizierte sich mit seiner Zeit von 3:52:48 h für die Olympischen Sommerspiele, bei denen er im August in Rio de Janeiro an den Start ging. Dieses Rennen konnte er schließlich nicht beenden.
2018 siegte Montaña zum ersten Mal bei den Kolumbianischen Meisterschaften. Anfang August trat er in der Heimat zum zweiten Mal bei den Zentralamerika- und Karibikspielen an und konnte dabei über 50 km erneut die Bronzemedaille gewinnen. 2019 stellte er im Juni seine persönliche Bestleistung von 1:20:18 h über 20 km auf. Anfang August nahm er in Lima zum ersten Mal an den Panamerikanischen Spielen teil, bei denen er den siebten Platz belegte. Er ist für die Olympischen Sommerspiele in Tokio für den Wettkampf über 20 km qualifiziert. Anfang August trat er dennoch über 50 km bei den Spielen an und erreichte bei seiner zweiten Olympiateilnahme als Elfter das Ziel.

## Wichtige Wettbewerbe
| Jahr                  | Veranstaltung                     | Ort                   | Platz                 | Disziplin             | Zeit                  |
| Startet für Kolumbien | Startet für Kolumbien             | Startet für Kolumbien | Startet für Kolumbien | Startet für Kolumbien | Startet für Kolumbien |
| --------------------- | --------------------------------- | --------------------- | --------------------- | --------------------- | --------------------- |
| 2008                  | U20-Weltmeisterschaften           | Bydgoszcz             | 22.                   | 10.000 m Bahngehen    | 45:06,00 min          |
| 2009                  | U18-Weltmeisterschaften           | Brixen                | 5.                    | 10.000 m Bahngehen    | 42:28,76 min          |
| 2009                  | U20-Panamerikameisterschaften     | Port-of-Spain         | 5.                    | 10.000 m Bahngehen    | 43:06,27 min          |
| 2010                  | U20-Weltmeisterschaften           | Moncton               |                       | 10.000 m Bahngehen    | DSQ                   |
| 2011                  | U20-Panamerikameisterschaften     | Miramar               | 3.                    | 10.000 m Bahngehen    | 42:00,88 min          |
| 2011                  | U20-Südamerikameisterschaften     | Medellín              | 2.                    | 10.000 m Bahngehen    | 42:16,57 min          |
| 2012                  | U23-Südamerikameisterschaften     | São Paulo             | 2.                    | 20 km Gehen           | 1:23:41,57 h          |
| 2013                  | Weltmeisterschaften               | Moskau                | 16.                   | 20 km Gehen           | 1:23:50 h             |
| 2014                  | Südamerikaspiele                  | Santiago de Chile     | 2.                    | 20 km Gehen           | 1:22:14,1 h           |
| 2014                  | Zentralamerika- und Karibikspiele | Veracruz              | 3.                    | 20 km Gehen           | 1:27:30 h             |
| 2015                  | Südamerikameisterschaften         | Peru                  |                       | 20 km Gehen           | DNF                   |
| 2015                  | Weltmeisterschaften               | Peking                | 22.                   | 20 km Gehen           | 1:23:53 h             |
| 2016                  | Olympische Sommerspiele           | Rio de Janeiro        |                       | 50 km Gehen           | DNF                   |
| 2018                  | Zentralamerika- und Karibikspiele | Barranquilla          | 3.                    | 50 km Gehen           | 4:08:10 h             |
| 2019                  | Panamerikanische Spiele           | Lima                  | 7.                    | 20 km Gehen           | 1:23:23 h             |
| 2021                  | Olympische Sommerspiele           | Tokio                 | 11.                   | 50 km Gehen           | 3:53:50 h             |

## Persönliche Bestleistungen
- 10.000 m Bahngehen: 41:37,65 min, 28. August 2011, Medellín
- 20-km-Gehen: 1:20:18 h, 8. Juni 2019, La Coruña
- 35-km-Gehen: 2:30:46 h, 23. April 2022, Dudince
- 50-km-Gehen: 3:52:48 h, 6. März 2016, Ciudad Juárez